# Општина Ђурђица (Долж)
Ђурђица (рум. Giurgiţa) општина је у Румунији у округу Долж.
Oпштина се налази на надморској висини од 61 m.